# Manuel Cuyàs Gibert
Manuel Cuyàs i Gibert (Mataró, 28 de agosto de 1952 - Badalona, 15 de junio de 2020) fue un escritor y periodista español. Destacó como periodista del diario en lengua catalana El Punt Avui, del cual fue director adjunto, y por haber colaborado en la edición de las memorias del expresidente de la Generalidad de Cataluña Jordi Pujol. 

## Biografía
Cuyàs era hijo del dibujante Manuel Cuyàs Duran y de Teresa Gibert i Barberà, y hermano del artista Jordi Cuyàs Gibert. Se licenció en Historia del arte por la Universidad de Barcelona, donde coincidió con Alexandre Cirici, Miquel Porter i Moix, Oriol Martorell o Daniel Giralt-Miracle, entre otros. Fue cofundador del semanario El Maresme (1977-82) y de la revista Mataró Escrit (1986-94). Empezó a colaborar en el diario El Punt en 1987 como articulista de opinión. Cuando El Punt del Maresme apareció, el 2 de febrero del 1995, se convirtió en su director editorial. También ha sido gestor cultural del Ayuntamiento de Mataró y de la Olimpiada Cultural. El 2001 fue designado nuevo director de la edición Cataluña de El Punt. Participó en tertulias de la RAC1, Catalunya Ràdio, TV3, 8tv y TVE.

## Muerte
El 24 de abril de 2020 publicó en un artículo en el diario El Punt Avui que estaba previsto que le hicieran un trasplante de médula, pero que se tuvo que aplazar por la pandemia del coronavirus, y el 15 de mayo siguiente anunció en un nuevo artículo una pausa larga porque había llegado el momento del trasplante. Murió en Badalona el 15 de junio de 2020, a los 67 años, a consecuencia de la leucemia que sufría.

## Obras
Manuel Cuyàs colaboró con Jordi Pujol escribiendo los tres volúmenes de sus memorias. Tenía una columna cotidiana, Vuits y nuevos en el diario El Punt Avui. Publicó las siguientes obras:
- El manyà encès (Pòrtic, 1985)
- Mataró suau i aspre (El Maresme, 1985)
- Mataró, una ciutat (Lunwerg, 1987)
- Taques al marge (La Magrana, 1993)
- Mataró verd i blau (Lunwerg, 2007)
- El nét del pirata (Proa, 2014)
- Enamorats de l'Audrey Hepburn (Proa, 2015)
- L'arròs de la terra (Lleonard Muntaner, 2015)

## Reconocimientos
- 1987 — Premio Jaume Ciurana
- 2010 — Premio Manuel Bonmatí de periodismo
- 2012 — Premio Despluma de Oro[7]
- 2013 — Premio a la mejor editorial de la Asociación de Publicaciones Periódicas en Català (APPEC).
- 2023 — Medalla de la Ciudad de Mataró[13]